# 454 Mathesis
454 Mathesis è un asteroide della fascia principale del sistema solare del diametro medio di circa 81,57 km. Scoperto nel 1900, presenta un'orbita caratterizzata da un semiasse maggiore pari a 2,6284355 UA e da un'eccentricità di 0,1117937, inclinata di 6,29862° rispetto all'eclittica.
Il suo nome è dedicato alla scienza matematica.